# Consensus de Pékin
Le Consensus de Pékin (ou Consensus de Beijing) est un terme décrivant la diplomatie et le modèle de développement proposé par la République populaire de Chine, en particulier auprès des pays en voie de développement, notamment en Afrique. L'Occident et la Chine ont ici des positions très différentes sur les besoins et méthodes pour soutenir le développement de ces pays. La position occidentale est contenue dans le Consensus de Washington, avec pour axes principaux le libre-échange, la lutte contre la corruption, la transparence, les droits civiques et la démocratisation, ainsi que la défense des droits de l'homme. De son côté, l'approche diplomatique chinoise prête une grande estime à la non-ingérence (indépendance pour les affaires internes) de tout pays, ainsi qu'un développement « à la chinoise » : structurel (chemins de fer, ports, barrages, etc) et économique d'abord (industrie, mines, pétrole), puis éventuellement civique.

## Concepts clefs
Le consensus de Pékin (ou de Beijing) est une idée émise par Joshua Cooper Ramo en 2004. Par ordre décroissant, le Consensus de Pékin est défini par quelques points :
Non-ingérence et respect mutuel
La Chine fait commerce et octroie des prêts sans conditions politiques attachées. La règle chinoise est simple: « Si vous êtes un pays [...] avec des matières premières que la Chine souhaite, alors la Chine fera des affaires avec vous, sans regarder ce que l'Occident pense de vous ou votre passif relatif aux droits de l'homme. » La Chine a ses propres affaires internes, et ne souhaite pas voir les autres nations les commenter. Il est donc dans l'intérêt direct de la Chine de répandre sur la scène diplomatique internationale un concept où chacun respecte les affaires internes des autres pays comme des affaires purement d'ordre privé.
Amitié et respect mutuel
La Chine note facilement que le respect mutuel est la base de ses relations extérieures, et donc que la Chine respecte les choix internes et privés que font les pays en voie de développement. La longue amitié et le respect mutuel Sud-Sud sont affirmés comme le mobile de cette politique de non-ingérence. De manière plus réaliste, plusieurs autres raisons peuvent expliquer ce respect. D'abord, la Chine se concentre naturellement sur ses propres besoins (l'approvisionnement en matières premières, débouchés) et, tout comme les autres puissances, ne s'inquiète pas d'autre chose. Ceci est d'autant plus vrai que la Chine est une nouvelle venue dans le jeu mondial, et doit donc séduire avec discrétion. Deuxièmement, la culture chinoise encourage au respect du supérieur comme du serviteur, soulignant que le respect facilite les relations et la marche au succès. Enfin, la culture chinoise voit chaque individu comme responsable de sa propre destinée, de son succès ou de ses échecs. Aussi, l'amélioration du quotidien des Africains n'est pas de sa responsabilité, même si, en tant qu'êtres humains, ils peuvent espérer que les aides structurelles que la Chine et les Chinois ont récemment fournies va aider l'Afrique à s'élever, produisant plus et vivant mieux.
Deux pays en particulier illustrent ce thème d'accords commerciaux sans égard aux standards de bonne gouvernance : l'Angola et le Soudan. Cette politique actuelle de non interférence pourrait un jour se retourner contre la Chine, par exemple si l'un de ces pays rompt (par exemple à la suite d'un coup d'État) ses accords avec la Chine, et nationalise des installations chinoises.
Développement structurel
À travers l'Afrique, les compagnies chinoises s'emploient à réparer les infrastructures, hôpitaux, etc. délabrés ou à construire de nouveaux chemins de fer, routes, hôpitaux, barrages, bâtiments gouvernementaux, stades, réseaux de communications. Les contrats chinois se concentrent généralement sur la construction ou la reconstruction d'infrastructures clefs. L'objectif est clair : augmenter la productivité du pays. La force de travail de la Chine récemment constituée permet de fournir de nombreux ingénieurs, techniciens, ouvriers spécialisés très demandés, et ceci à un faible coût, ce que l'Occident ne peut fournir du fait du coût de sa main d'œuvre. Ceci permet à la Chine d'avoir un avantage comparatif décisif sur les Occidentaux. Ces projets structurels sont, il faut le noter, généralement payés par des concessions dans les matières premières nationales.
Modèle de développement chinois
La Chine met également en lumière l'histoire de son propre développement économique, se concentrant d'abord sur les infrastructures, puis sur le développement économique, ensuite seulement prévoyant d'œuvrer à des progrès sociaux, et civiques. La « Démocratie d'abord » n'est pas un modèle universel de développement, les pays en voie de développement peuvent suivre un autre modèle : le modèle chinois. Infrastructures d'abord, puis réformes et croissance économique, les réformes sociales et civiques venant potentiellement ensuite.
Tolérance de la corruption

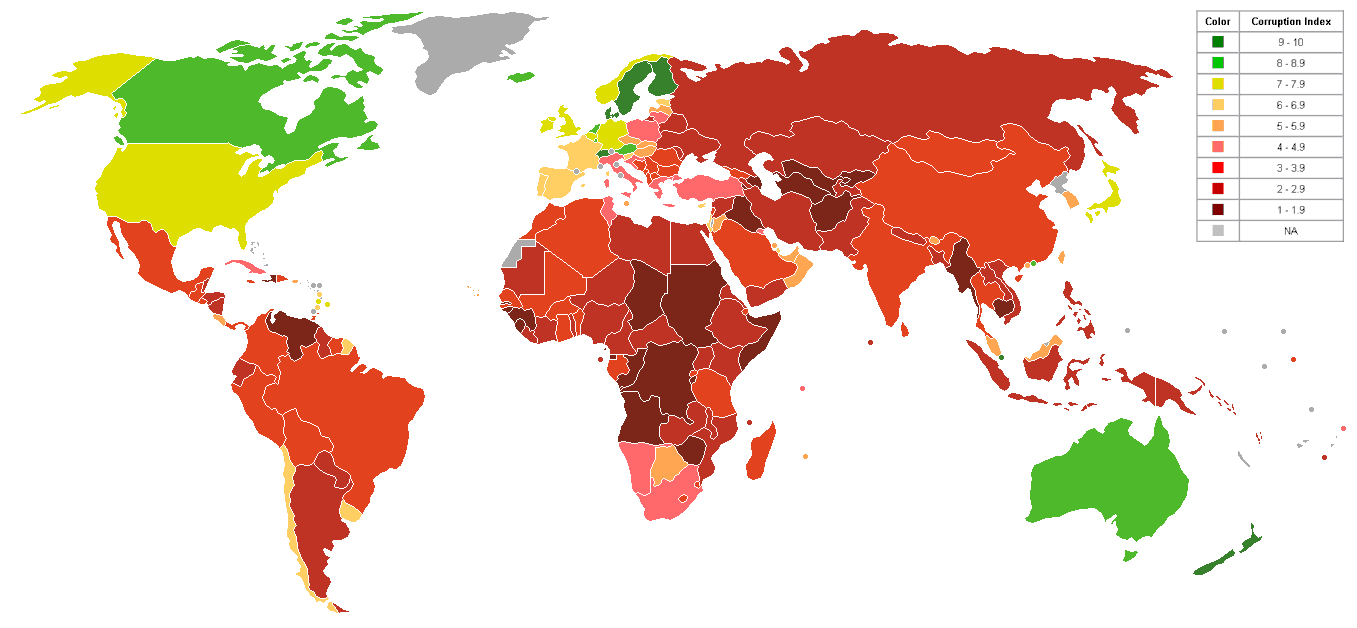
Carte de la perception de la corruption dans le monde (2007). Un point clé de l'adaptation chinoise à l'Afrique est l'approche pragmatique face à la corruption locale.

Tout comme les occidentaux l'ont fait et le font encore, des liens étroits avec les élites locales sont un facteur clef de la réussite des hommes d'affaires chinois. Ces liens leur permettent d'être informés des meilleures opportunités à venir, particulièrement lorsqu'une administration en remplace une autre. Alors, les nouveaux dirigeants « lancent rapidement un maximum de nouveaux projets [avec l'argent de l'État] pour obtenir le maximum de commissions [pots-de-vin] immédiatement, tout se décide en une courte période de temps, et nous sommes prêts [car informés] ». En Angola, pays affaibli par plusieurs décennies de guerre et aujourd'hui connu pour sa corruption institutionnelle, la Chine a proposé un prêt à bas coût (1,5 %), remboursable en pétrole. Pour les élites angolaises, un grand avantage des prêts chinois sur les prêts des institutions internationales et occidentales est que les chinois n'insistent pas sur la transparence ou la bonne gouvernance. Cette situation pose clairement problème à long terme. Comme un journal Sud-Africain l'a souligné : « Le fait de n'attacher aucune condition à l'achat de pétrole des producteurs majeurs, comme l'Angola, va miner les efforts des gouvernements occidentaux tentant de faire pression pour que ces État publient les comptes de leur revenus pétroliers. »
Simplement plus compétitif
L'analyse de Abdoulaye Wade, président du Sénégal, dessine un tableau clair: « Les contrats qui prennent 5 ans à être signés avec la Banque mondiale prennent 3 mois avec les autorités chinoises ; la Chine s'étant [récemment] battue pour se moderniser a un sens beaucoup plus grand des besoins de développement de l'Afrique, et est plus adaptée au commerce africain que les occidentaux. » La Chine est tout simplement par son passé et son expérience récente plus proche de l'histoire africaine, des besoins de l'Afrique, de ses usages et faibles coûts, et donc plus compétitive que les coûteuses, bureaucratiques, et politiques propositions occidentales.

## Sources
- LCA : Serge Michel, Michel Beuret et Paolo Woods, La Chinafrique : Pékin à la conquête du continent noir, Paris, Grasset & Fasquelle, 2008, 348 p. (ISBN 978-2-246-73621-9 et 2-246-73621-8), p. 348
- CAM: (en) James Reynolds, Hangzhou, China in Africa : Developing ties > Minerals, BBC news (news.bbc.co.uk), 2007, jul. (lire en ligne)
- COD : (en) Ian Taylor, China’s oil diplomacy in Africa, Blackwell/The Royal Institute of International Affairs, 2006 (lire en ligne), p. 937-959
- CHD : (en) Thompson (Drew), China's soft power in Africa, from the Beijing consensus to health diplomaty (lire en ligne), p. 1-4
- FTT : (en) Abdoulaye Wade (Président du Sénégal), « Time for the west to practise what it preaches » (Tribune), Financial Times,‎ 24 janvier 2008 (lire en ligne )
- APG : BBC news, In pictures: China in Angola (Picture Gallery), pages: 1; 2; 3; 4; 5; 6; 7; 8; 9; 10.